# Slangebeekbron
Slangebeekbron is een natuurgebied van 25,5 ha ten noorden van Termolen, een gehucht van de Belgische gemeente Zonhoven.
Het gebied waar de Slangbeek ontspringt is een overwegend waterrijk gebied met waterplassen, moerassen, heideveldjes en vochtig hooiland. De vijver in het gebied werd voor het eerst vermeld in 1492 als Molenwijer.  Ook de Manerik ligt hier, dit is een stuifzandduin waarop heide en gagel groeit. De Slangebeekbron is het leefgebied van de heikikker en 24 soorten libellen waaronder de koraaljuffer en de Kempense heidelibel.
Het gebied, dat zich te midden van woonwijken bevindt, is moeilijk toegankelijk. Het ligt ten zuidwesten van de Teut.
10 ha van de Slangebeekbron werd aangekocht door de Stichting Behoud Natuur en Leefmilieu Vlaanderen.
Samen met het zuidelijker gelegen natuurgebied Ballewijer vormt de Slangebeekbron de Slangebeekvallei. Beide gebieden worden door Limburgs Landschap vzw beheerd.
Sedert 1973 zijn de Slangebeekbronnen beschermd als cultuurhistorisch landschap omwille van zijn natuurwetenschappelijke en esthetische waarde. De erkenning van het deel Ballewijer werd in 1989 nietig verklaard na een klacht bij Raad van State. Het gebied maakt deel uit van de vijverregio De Wijers en is Europees beschermd als Natura 2000-gebied (habitatrichtlijngebied BE2200031 'Valleien van de Laambeek, Zonderikbeek, Slangebeek en Roosterbeek met vijvergebieden en heiden').

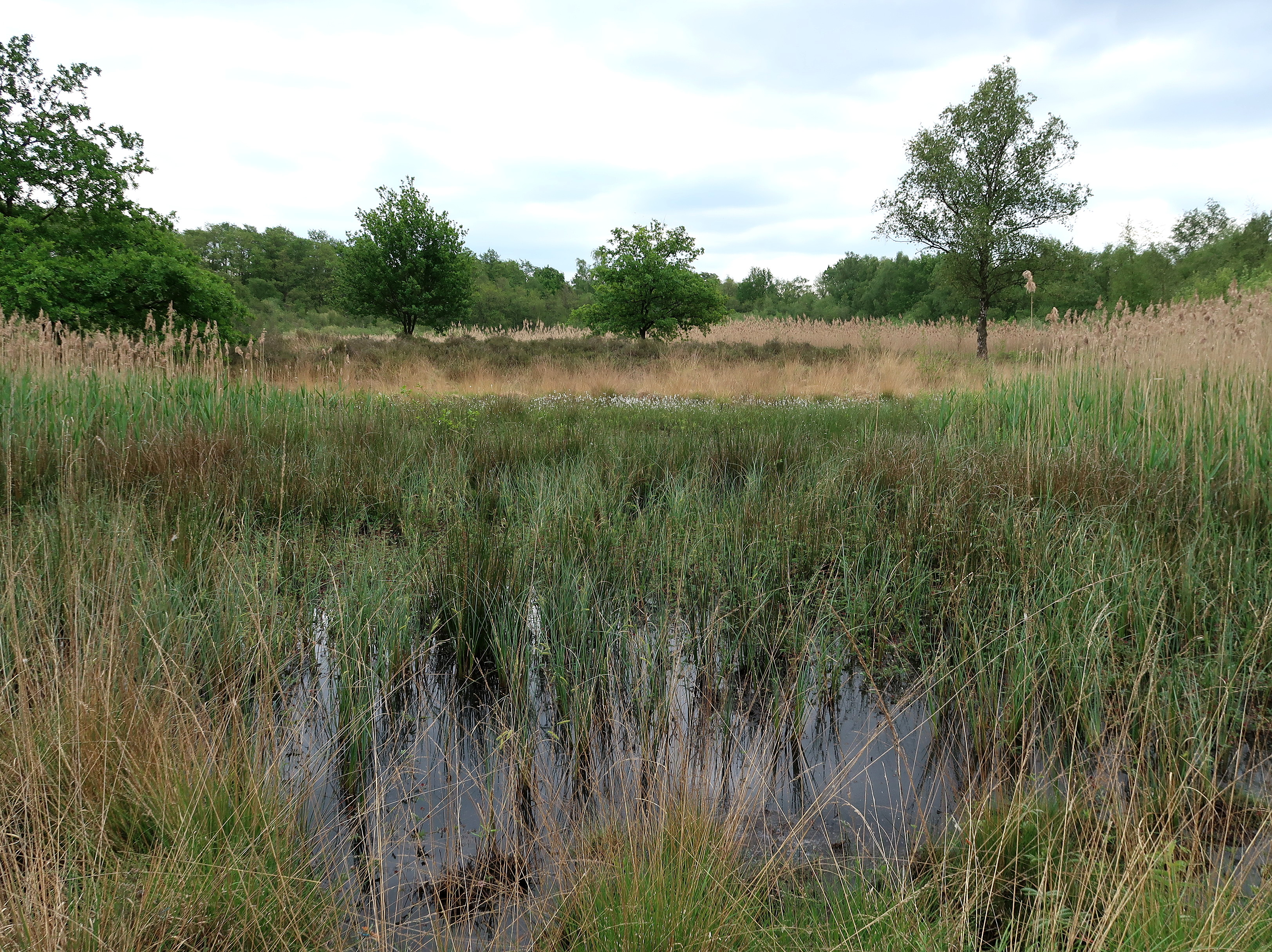
Slangebeekbron: een nat, moerassig gebied
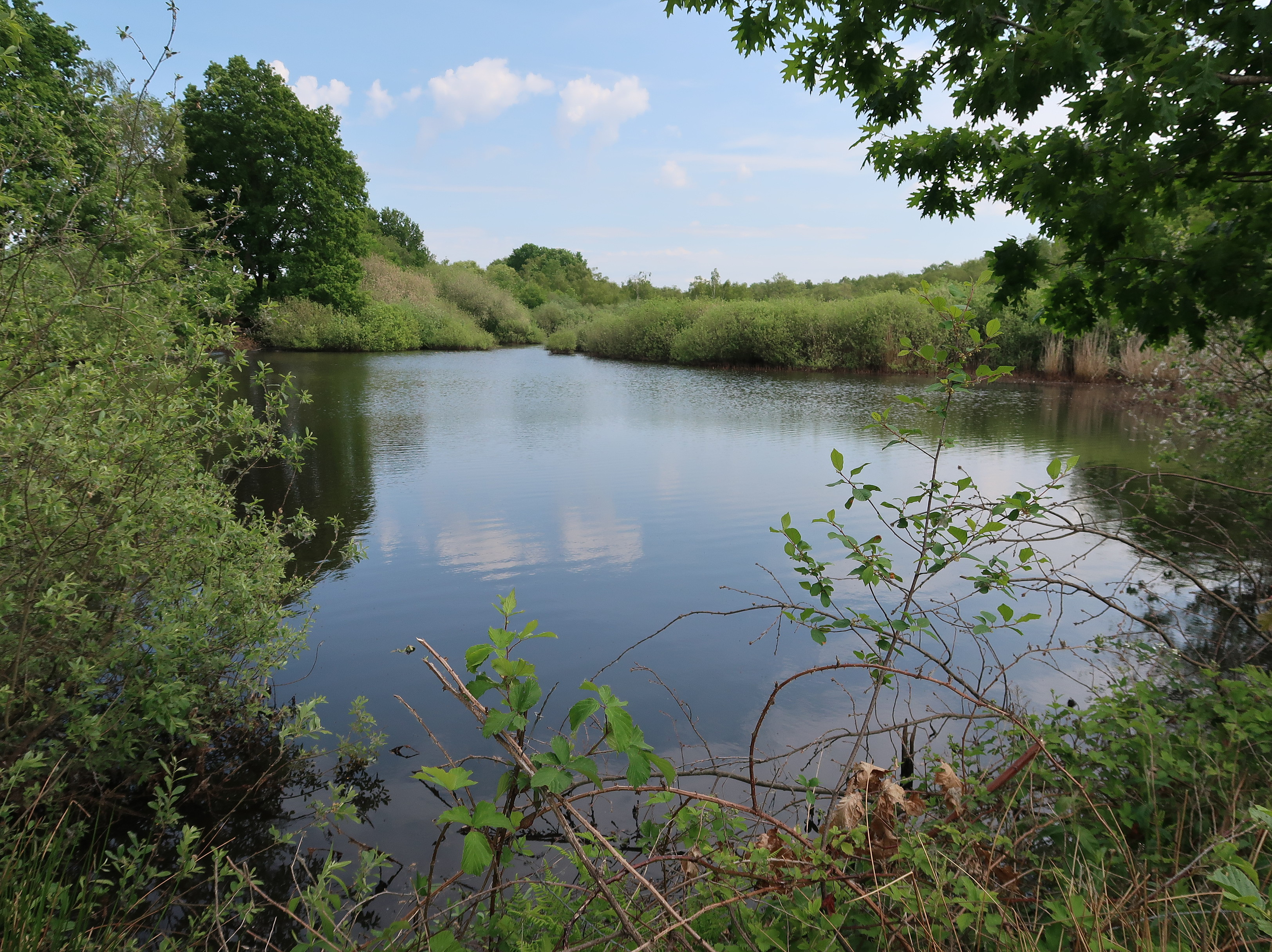
Vijver Slangebeekbron, vroeger Molenwijer genoemd